# نجاة فضول
نجاة فضول (من مواليد 28 أكتوبر 1981) هي لاعبة كرة قدم جزائرية سابقة لعبت كحارسة مرمى. وكانت عضوًا في منتخب الجزائر الوطني للسيدات.

## المسيرة الكروية
لعبت لصالح نادي بليدة ونادي وسط الجزائر في الجزائر.

## المسيرة الدولية
شاركت مع منتخب الجزائر على المستوى الأول خلال بطولة إفريقيا للسيدات 2006.

## روابط خارجية
هذه المقالة لا تملك بيانات على ويكي بيانات